# مرض النقطة السوداء
مرض النقطة السوداء (بالإنجليزية: Black dot disease) هو مرضٌ يحدث بسبب مسبب مرضي نباتي يُسمي بذئار البندورة يُؤثر هذا المرض على جميع الأجزاء الموجودة تحت سطح التربة في نبات البطاطس، شاملاً جذر و درنة ورئد البطاطس. ويمكن لذئار البندورة أن تُصيب الساق والأوراق أيضًا. يُمكن أن ينتقل هذا المسبب المرضي إلى منطقة جديدة من خلال زراعة درنات مصابة، ثم ينتشر إلى نباتات أخرى. من العلامات المميزة لمرض النقطة السوداء وجود الأجسام الحجرية المجهرية السوداء التي ينتجها المسبب المرضي، والتي يمكن العثور عليها في الجذور والدرنات والسيقان والأوراق. وتُستخدم هذه الأجسام لتشخيص المرض. تشمل الأعراض المصاحبة لهذا المرض ظهور آفات فضية على سطح الدرنات، وآفات بنية أو سوداء على الأوراق، وذبول الأوراق، وظهور شحوب يخضوري.

## البيئة
يُمكن رؤية مرض النقطة السوداء في العديد من المناطق التي تزرع البطاطس حول العالم. في عينة مزروعة مخبريًا مأخوذة من درنات مصابة بمرض النقطة السوداء، نما الكونيديا بشكل أفضل عند درجة حرارة 82.4 فهرنهايت ودرجة حموضة 6. تعد الرطوبة العالية ودرجات الحرارة المرتفعة عوامل مساعدة على استنبات مرض النقطة السوداء. ينتشر المرض بشكل أسرع عندما يكون هناك عدد كبير من الأجسام الحجرية في التربة، مقارنةً بحالات إصابة الأوراق بواسطة الأبواغ الكونيدية. يمكن للكونيديا أن تُنتقل بسهولة من خلال الماء والرياح. غالبًا ما تحدث الإصابة في أوائل الربيع، لكن الأعراض تظهر لاحقًا خلال موسم النمو. كما أن النباتات المُجهدة تكون أكثر عرضة للإصابة بمرض نقطة سوداء مقارنة بالنباتات الأكثر صحة.

## المعالجة
رش المبيدات الفطرية في وقت مبكر من موسم النمو، قبل استنبات مرض نقطة سوداء، يمكن أن يقلل من شدة الإصابة بالعدوى . إذا اُستعمل المبيد الفطري في وقت لاحق من موسم النمو، فإنه يكون له تأثير ضئيل أو معدوم على المرض. وللحصول على تأثير طويل الأمد للمبيدات الفطرية، يجب رشها عدة مرات. يعد التحكم الثقافي طريقة أخرى لإدارة مرض نقطة سوداء. يشمل ذلك دوران المحاصيل غير المضيفة، ويجب أن يكون الدوران طويلًا نسبيًا من 3 إلى 4 سنوات للسماح للأبنية الباقية أو الأجسام الحجرية بالموت. تشمل طرق التحكم الأخرى استخدام درنات البطاطس المعتمدة، وزراعتها في تربة ذات مستويات رطوبة منخفضة نسبيًا، والتحكم في مستويات الرطوبة ودرجة حرارة الدرنات المخزنة.